# Orazio Benevoli
Orazio Benevoli (* 19. April 1605 in Rom; † 17. Juni 1672 ebenda) war ein italienischer Kapellmeister und Komponist.

## Leben
Orazio Benevoli war der Sohn des aus Lothringen stammenden Zuckerbäckers Robert Venouot (Vénevot) und der Römerin Livia Vivargenta, wobei Benevoli die Italienisierung des französischen Vatersnamens sein soll. Nach lexikalisierten Angaben (François-Joseph Fétis und Robert Eitner) wird Orazio Benevoli als ein natürlicher Sohn eines Herzogs Albert von Lothringen angenommen.
Seine musikalische Ausbildung erhielt Benevoli als Chorknabe an San Luigi dei Francesi, unter Vincenzo Ugolini und Lorenzo Ratti (1590–1630). 1624 wurde er mit 18 Jahren Kapellmeister an der Kirche Santa Maria in Trastevere und 1630 als Kapellmeister an Santo Spirito in Sassia. 1638 war er Nachfolger seines Lehrers Ugolini an San Luigi dei Francesi und blieb in dieser Stellung bis 1644. Zu diesem Zeitpunkt verließ er Rom, um bis Anfang 1646 in den Diensten des Erzherzogs Leopold Wilhelm von Österreich zu sein. Nach seiner Rückkehr aus Wien erhielt er im Februar 1646 die Kapellmeisterstelle an Santa Maria Maggiore, doch bereits ein halbes Jahr später wurde er Kapellmeister an der Cappella Giulia im Petersdom, ein Amt, das er bis zu seinem Tod ausübte. Er lebte und starb in Armut.
Zu Benevolis Schülern zählen Giovanni Paolo Colonna, Antimo Liberati, Ercole Bernabei und Paolo Lorenzani.

## Werk
In seiner Eigenschaft als Komponist war er ein ausgewiesener Kontrapunktist. Er schuf ca. zwanzig Messen und eine Vielzahl an Psalmen und Motetten, ein Magnificat und Antiphonen. Er gilt als einer der Hauptvertreter des römischen Kolossalbarock, bei der die musikalische Dramaturgie der Meßliturgie folgte und dabei auch die durch den Kirchenbau vorgegebenen räumlichen Möglichkeiten genutzt wurden. Er bevorzugte die für den römischen sakralen Stil typische mehrchörige Ausarbeitung, wobei eine Messe für Sta. Maria sopra Minerva in Rom, aufgeführt 1650, für 12 Chöre geschrieben ist. Es sind Werke für 12, 16, 24 bis zu 48 Stimmen erhalten. Die Arbeitsweise stand im Gegensatz zum venezianischen Stil – zudem aber auch kleinere konzertierende Werke erhalten sind. Das Werk wurde in einer Gesamtausgabe von Feininger zusammengefasst. Ein Großteil seiner Werke ist in der Vatikanbibliothek archiviert.
Die im 19. Jahrhundert wiederentdeckte, 53-stimmige Missa Salisburgensis, die 53-stimmige Motette Plaudite tympana wie auch die Missa Bruxellensis wurden ihm früher zugeschrieben. Mittlerweile ist dies widerlegt. Als Schöpfer der beiden Messen wie auch der Motette konnte 1975 Heinrich Ignaz Franz Biber eindeutig identifiziert werden.

## Aufführungen
Aus aktuellen Anlass heraus wurde im Jahre 2020 vom Rundfunkchor des WDR und Leitung von Nicolas Fink in der St. Aposteln in Köln die Missa in angustia pestilentiae aufgeführt (Die Aufzeichnung des Konzertes am 25. September 2020 in St. Aposteln Köln war wie folgt: Antonio Lotti: Crucifixus zu acht Stimmen; Orazio Benevoli: Missa in angustia pestilentiae für 16 Sänger und Basso continuo; Domenico Scarlatti: Stabat Mater zu zehn Stimmen – Besetzung: Hartwig Groth, Violine; Roderick Shaw, Truhenorgel; WDR Rundfunkchor; Leitung: Nicolas Fink). Die Messe ist für 16 Stimmen und 4 Chöre verfasst und wurde in einer Pestwelle in Rom uraufgeführt.
Eine frühere Einspielung unter Leitung von Vincenzo Di Betta aus dem Jahr 2018 in der Chiesa S. Maria In Portico In Campitelli in Rom ist im Handel erhältlich.
Beim Carinthischen Sommer 2022 und 2023 wurde die Missa in angustia pestilentiae in zwei aufeinanderfolgenden Jahren aufgeführt. Besetzung: Kantorei St. Nikolai Villach, Leitung Karl Vsedni und Manfred Länger, Chor Musica Viva Wien, Leitung Jury Everhartz, Vokalensemble Mariahilf Wien, Leitung Norbert Kautschitz, Solisten des Carinthischen Sommers, Leitung Werner Hackl, Orgel Martin Nowak, Gesamtleitung Michael Wieltschnig.

## Aufnahmen
- Orazio Benevoli, Cappella Musicale Santa Maria In Campitelli, Vincenzo Di Betta, Missa In Angvstia Pestilentiae (CD, Album), TC 600201, 2018
- Orazio Benevoli, Missa Tira Corda, Tölzer Knabenchor, Gerhard Schmidt-Gaden (CD, Album, Ersteinspielung), SPEKTRAL Classics EAN 4260130380892, 2011[14]